# Deutsche Uhrenstraße

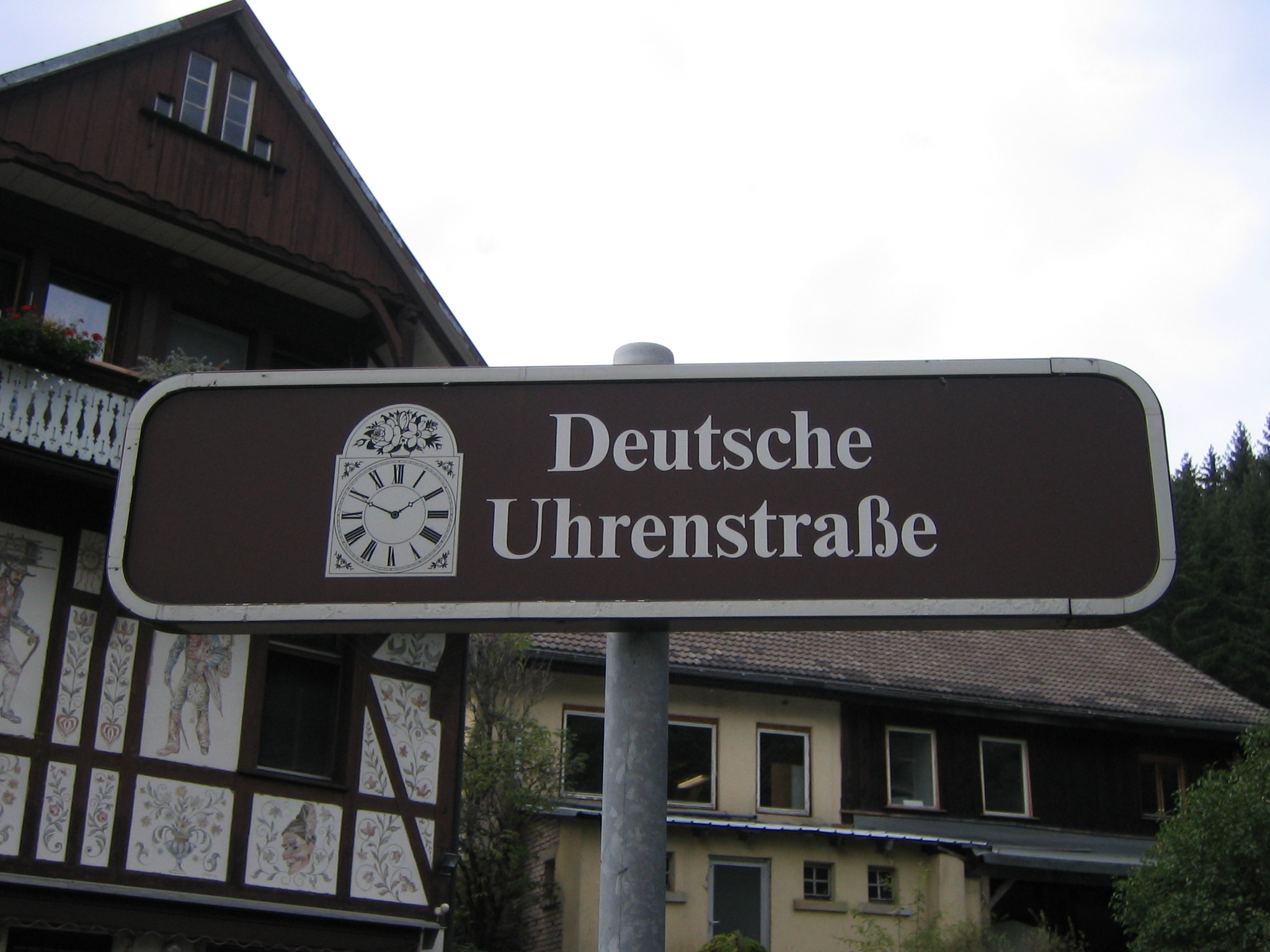
Hinweisschild in Lenzkirch

Die Deutsche Uhrenstraße ist eine Ferienstraße, die vom mittleren Schwarzwald über den Südschwarzwald bis in die Baar verläuft und dabei die Zentren der Schwarzwälder Uhrenherstellung berührt. 

## Ortschaften und Landkreise
Berührte Ortschaften (alphabetisch): Deißlingen, Eisenbach, Furtwangen, Gütenbach, Hornberg, Königsfeld, Lauterbach, Lenzkirch, Niedereschach, Rottweil, Schönwald, Schonach, Schramberg, Simonswald, St. Georgen, St. Märgen, St. Peter, Titisee-Neustadt, Triberg, Trossingen, Villingen-Schwenningen, Vöhrenbach, Waldkirch
Berührte Landkreise: Schwarzwald-Baar, Breisgau-Hochschwarzwald, Rottweil, Tuttlingen, Emmendingen und Ortenau

## Sehenswürdigkeiten an der Strecke

### Zum Thema Uhren

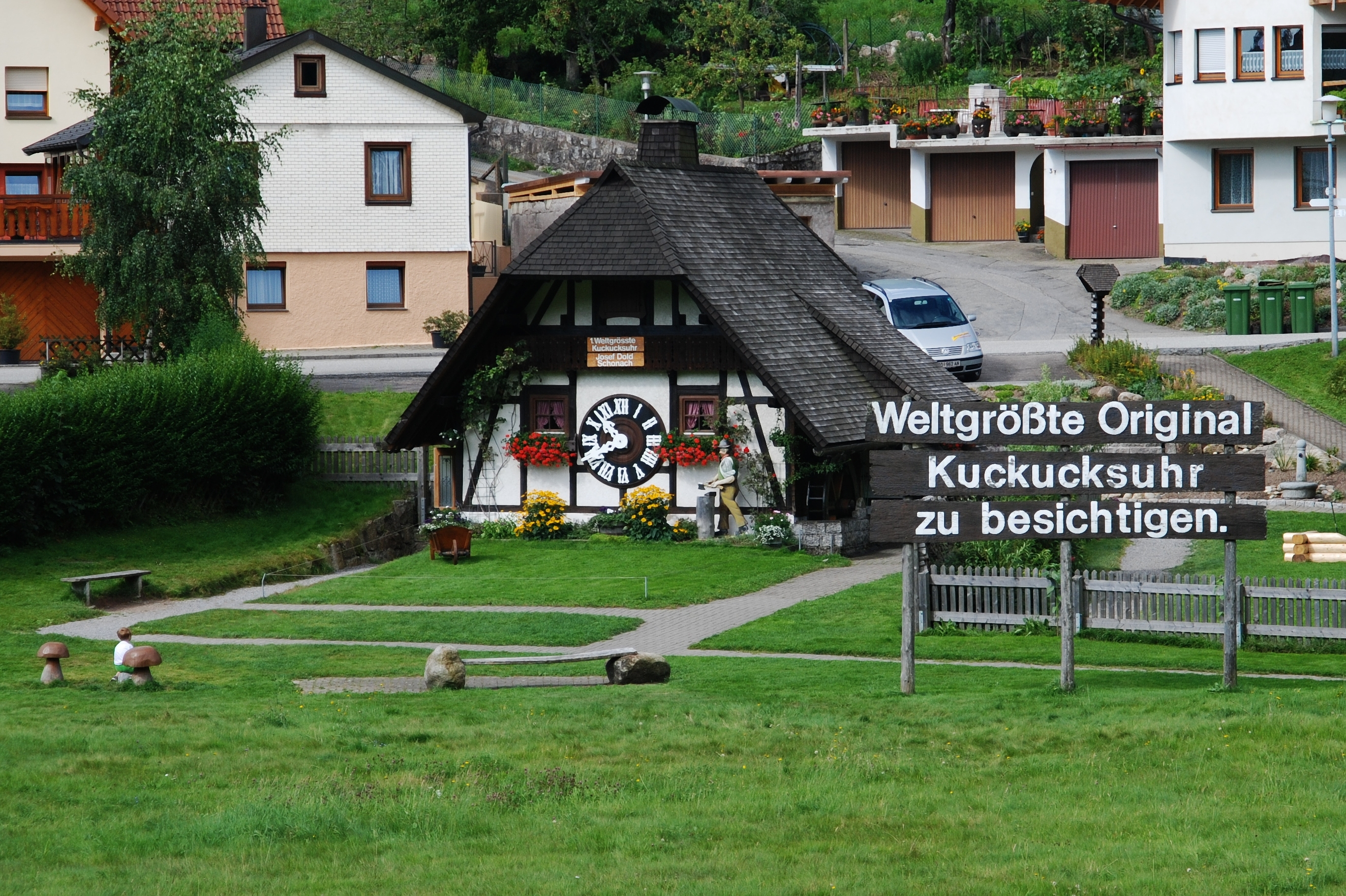
Eine der weltgrößten Kuckucksuhren in Schonach

- Deutsches Uhrenmuseum in Furtwangen mit der größten deutschen Uhrensammlung
- Uhrenindustriemuseum in Villingen-Schwenningen mit Themenschwerpunkt Geschichte der Uhrenherstellung
- Größte Kuckucksuhren der Welt in Schonach
- im Deißlinger Rathaus findet sich eine Uhrenkundliche Dauerausstellung, die die örtliche Uhrenherstellung und Einblicke in das Handwerk zeigt
- Dorfmuseum Gütenbach mit vielen Uhren des örtlichen Uhrmachergewerbes
- Kloster Museum St. Märgen, das die Entwicklung der Schwarzwälder Uhr und der Schwarzwälder Uhrenhändler im Ausland veranschaulicht
- Museum ErfinderZeiten in der Auto- und Uhrenwelt in Schramberg mit dem Themenschwerpunkt der Schramberger Uhrenfabrik Junghans sowie der Entwicklung der Uhrenindustrie des Schwarzwaldes allgemein
- Junghans Terrassenbau Museum im ikonischen, 1916–1918 errichteten Fabrikgebäude von Philipp Jakob Manz, eröffnet 2018 ebenfalls in Schramberg.[1]

### Andere Sehenswürdigkeiten
- Triberger Wasserfälle, die zu den höchsten und bekanntesten Wasserfällen Deutschlands zählen
- Badische Schwarzwaldbahn, eine technisch außergewöhnliche Gebirgsbahn mit 40 Tunnels
- Titisee, größter natürlicher See des Schwarzwaldes
- Kirchen und Klöster des Barock in St. Märgen und St. Peter
- Deutsches Harmonikamuseum in Trossingen